# Moÿ-de-l'Aisne
Moÿ-de-l'Aisne é uma comuna francesa na região administrativa de Altos da França, no departamento de Aisne.